# Sobral do Campo
Sobral do Campo é uma povoação portuguesa do Município de Castelo Branco, que pertenceu à província da Beira Baixa, à região do Centro (Região das Beiras) e sub-região da Beira Interior Sul, e que foi sede da extinta Freguesia de Sobral do Campo, freguesia que tinha 31,17 km² de área e 366 habitantes (2011), e, por isso, uma densidade populacional de 11,7 hab./km².
A Freguesia de Sobral do Campo foi extinta em 2013, no âmbito de uma reforma administrativa nacional, tendo sido agregada à freguesia de Ninho do Açor, para formar uma nova freguesia denominada União das Freguesias de Ninho do Açor e Sobral do Campo com a sede em Sobral do Campo.

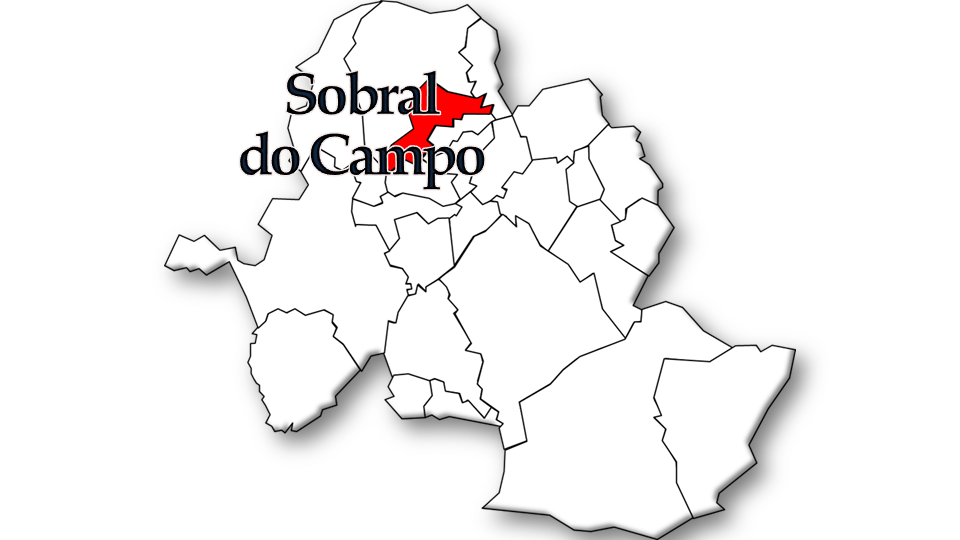
Localização no Município de Castelo Branco

## Demografia

### Evolução da População
```
Número de Habitantes de 1864 a 2011        Os Grupos Etários em 2001              Os Grupos Etários em 2011

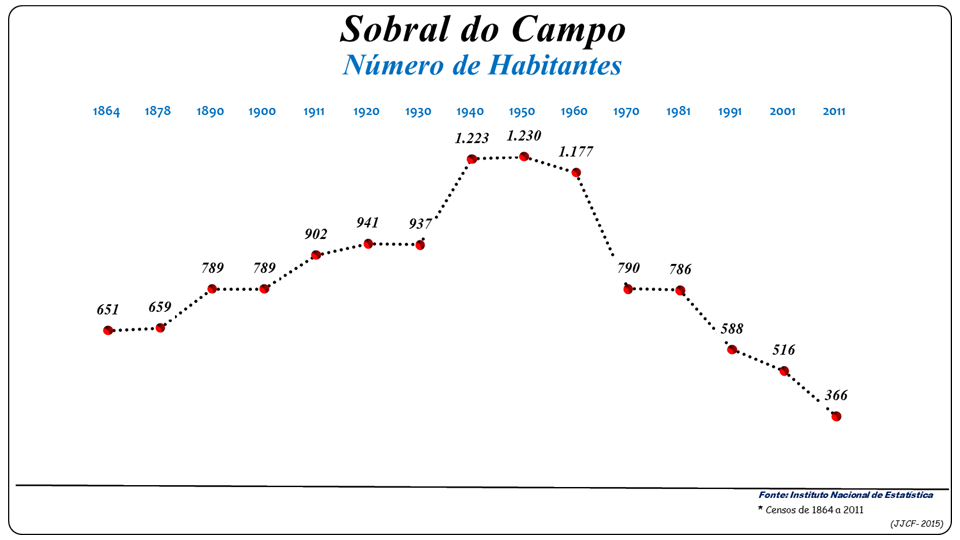
Evolução da População (1864 / 2011)

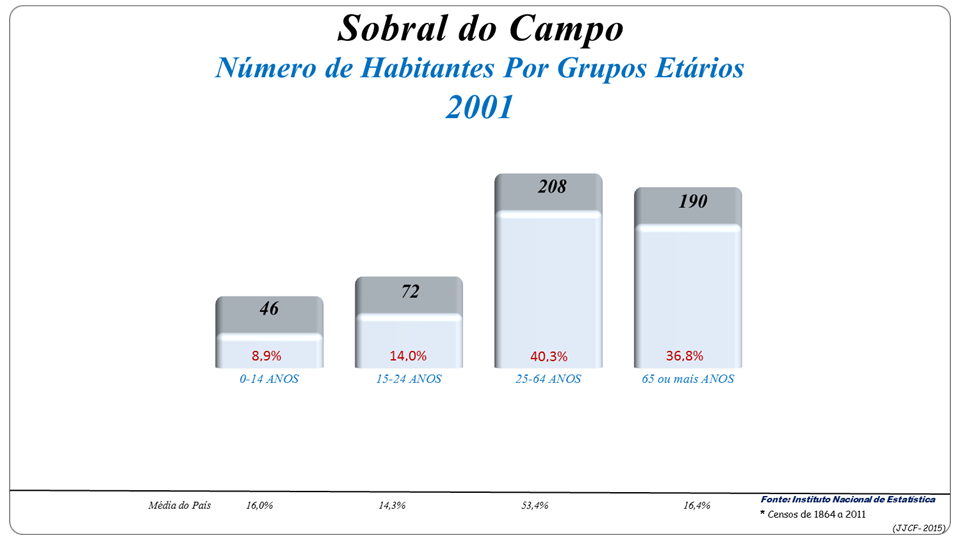
Grupos Etários (2001 e 2011)

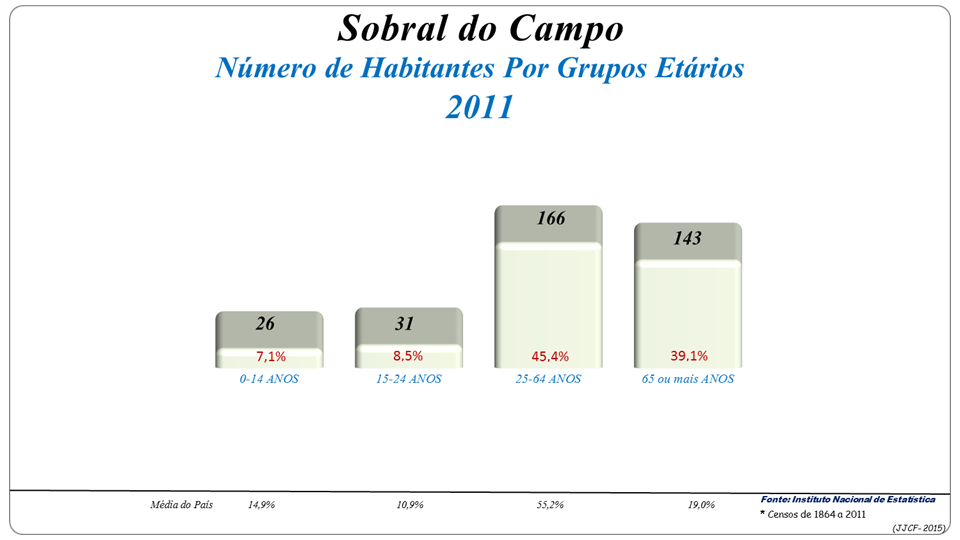
Grupos Etários (2001 e 2011)

```

## História
Situada na margem direita da ribeira da Ramalhosa, dista da sua sede de concelho cerca de 26 km. esteve enquadrada no concelho de São Vicente da Beira até que este foi extinto, tendo passado para o de Castelo Branco em 1895. O seu povoamento data de período muito anterior à formação da Nacionalidade, assinalando vestígios da romanização. Sobre o nome de Sobral, crê-se que advenha da localização, ao redor da povoação, de um grande conjunto de sobreiros. A nobreza rural terá tido uma implantação na localidade, como é testemunhado pela existência da Casa Ribeiro do Rosário e da Casa Sarafana.

## Património
- Igreja de S. Sebastião (matriz)
- Ermida de Santa Cruz
- Capela do Espírito Santo
- Lagar de azeite
- Fontes antigas
- Cruzeiros
- Casas senhoriais
- Ponte e túmulos romanos
- Barragem do Pisco